# (34251) Rohanmehrotra
2000 QR112 (asteroide 34251) é um asteroide da cintura principal. Possui uma excentricidade de 0.01764910 e uma inclinação de 3.46286º.
Este asteroide foi descoberto no dia 24 de agosto de 2000 por LINEAR em Socorro.